# Nederlandse kampioenschappen schaatsen sprint 2000
Nederlandse kampioenschappen sprint 2000 voor mannen en vrouwen vormden een schaatsevenement dat onder auspiciën van de KNSB over de sprintvierkamp (2x 500, 2x 1000 meter) werd verreden. Het vond plaats op de ijsbaan Vechtsebanen in Utrecht in het weekend van 12 en 13 februari 2000.

## Afstandmedailles
Mannen
| Afstand  | 1e              | 2e                  | 3e               |
| -------- | --------------- | ------------------- | ---------------- |
| 1e 500m  | Jan Bos         | Jakko Jan Leeuwangh | Gerard van Velde |
| 1e 1000m | Jan Bos         | Jakko Jan Leeuwangh | Erben Wennemars  |
| 2e 500m  | Erben Wennemars | Jakko Jan Leeuwangh | Jan Bos          |
| 2e 1000m | Jan Bos         | Jakko Jan Leeuwangh | Erben Wennemars  |

Vrouwen
| Afstand  | 1e          | 2e              | 3e              |
| -------- | ----------- | --------------- | --------------- |
| 1e 500m  | Andrea Nuyt | Marianne Timmer | Marieke Wijsman |
| 1e 1000m | Andrea Nuyt | Marianne Timmer | Marieke Wijsman |
| 2e 500m  | Andrea Nuyt | Marianne Timmer | Marieke Wijsman |
| 2e 1000m | Andrea Nuyt | Marianne Timmer | Frouke Oonk     |

## Eindklassementen

### Mannen
Uitslag
| Rang   | Schaatser           | 500m    | 1000m   | 500m    | 1000m   | Punten  |
| ------ | ------------------- | ------- | ------- | ------- | ------- | ------- |
| Goud   | Jan Bos             | 0.36,41 | 1.12,29 | 0.36,69 | 1.12,83 | 145,660 |
| Zilver | Jakko Jan Leeuwangh | 0.36,58 | 1.12,60 | 0.36,68 | 1.13,16 | 146,140 |
| Brons  | Gerard van Velde    | 0.37,08 | 1.13,99 | 0.37,27 | 1.14,83 | 148,760 |
| 4      | Erben Wennemars     | 0.39,23 | 1.13,03 | 0.36,54 | 1.13,21 | 148,890 |
| 5      | Arnout Coenen       | 0.37,21 | 1.14,77 | 0.37,58 | 1.15,04 | 149,695 |
| 6      | Bas Brusche         | 0.37,38 | 1.15,12 | 0.37,68 | 1.15,83 | 150,535 |
| 7      | André Zonderland    | 0.37,39 | 1.16,43 | 0.37,53 | 1.16,70 | 151,485 |
| 8      | Ralf van der Rijst  | 0.38,32 | 1.14,77 | 0.38,68 | 1.15,50 | 152,135 |
| 9      | Emiel de Jager      | 0.38,06 | 1.15,63 | 0.38,09 | 1.16,61 | 152,270 |
| 10     | Jeroen Hairwassers  | 0.38,57 | 1.16,02 | 0.38,96 | 1.16,12 | 153,600 |
| 11     | Dennis van der Gun  | 0.38,80 | 1.16,95 | 0.38,56 | 1.16,79 | 154,230 |
| 12     | Robbert Westerveld  | 0.38,20 | 1.17,69 | 0.38,45 | 1.18,02 | 154,505 |
| 13     | Jan Nijboer         | 0.38,57 | 1.16,57 | 0.39,04 | 1.17,79 | 154,790 |
| 14     | Yuri Solinger       | 0.39,01 | 1.16,93 | 0.39,01 | 1.18,46 | 155,715 |
| 15     | Daan Kegel          | 0.39,22 | 1.17,29 | 0.38,84 | 1.18,26 | 155,835 |
| 16     | André Vreugdenhil   | 0.39,32 | 1.17,53 | 0.38,98 | 1.18,83 | 156,480 |
| 17     | Niels Arnold        | 0.39,25 | 1.18,03 | 0.39,39 | 1.19,46 | 157,385 |
| 18     | Dennis Kalker       | 0.38,81 | 1.19,82 | 0.38,65 | 1.21,13 | 157,935 |

BR = baanrecord
CR = kampioenschapsrecord
pr = persoonlijk record
* = met val

### Vrouwen
Uitslag 
| Rang   | Schaatsster             | 500m      | 1000m       | 500m  | 1000m   | Punten  |
| ------ | ----------------------- | --------- | ----------- | ----- | ------- | ------- |
| Goud   | Andrea Nuyt             | 39,45     | 1.20,13     | 40,11 | 1.21,84 | 160,545 |
| Zilver | Marianne Timmer         | 39,61     | 1.21,06     | 40,32 | 1.21,84 | 161,380 |
| Brons  | Marieke Wijsman         | 40,56     | 1.21,54     | 41,19 | 1.23,26 | 164,150 |
| 4      | Sandra 't Hart          | 41,40     | 1.21,83     | 41,66 | 1.24,14 | 166,045 |
| 5      | Yvonne Leever           | 40,69     | 1.23,04     | 41.58 | 1.25,26 | 166,420 |
| 6      | Tijn Ponjee             | 41,38     | 1.23,17     | 41,57 | 1.24,81 | 166,940 |
| 7      | Christine Heins         | 41,74     | 1.24,16     | 42,28 | 1.26,36 | 169,280 |
| 8      | Mireille Reitsma        | 42,17     | 1.24,40     | 42,77 | 1.25,78 | 170,030 |
| 9      | Dianne Kootstra         | 42,01     | 1.25,60     | 41,85 | 1.27,61 | 170,465 |
| 10     | Arien Bosch             | 43,18     | 1.25,86     | 43,95 | 1.27,82 | 173,970 |
| 11     | Chantal Hoefsloot       | 43,26     | 1.27,44     | 43,86 | 1.29,30 | 175,490 |
| 12     | Reino Bouwhuis-Meuleman | 43,13     | 1.28,11     | 43,21 | 1.30,54 | 175,665 |
| 13     | Angela de Graaf         | 43,83     | 1.26,84     | 44,15 | 1.31,64 | 177,220 |
| 14     | Arina Schingenga        | 43,50     | 1.32,30     | 43,71 | 1.33,33 | 180,025 |
| 15     | Frouke Oonk             | 1.20,50   | 1.22,23     | 41,45 | 1.22,10 | 204,115 |
| 16     | Yvonne Hijgenaar        | 1.12,15   | 1.27,63     | 44,19 | 1.30,28 | 205,295 |
| 17     | Martine Oosting         | 1.16,08   | 1.26,55     | 43,28 | 1.27,00 | 206,135 |
| 18     | Annamarie Thomas        | 40,40 (5) | 1.21,90 (5) | DNS   |         | 81.650  |

BR = baanrecord
CR = kampioenschapsrecord
pr = persoonlijk record
* = met val